# Geldrop-Mierlo
Geldrop-Mierlo este o comună în provincia Brabantul de Nord, Țările de Jos. Comuna este numită după cele două localități principale: Geldrop și Mierlo.
Aici s-a născut scriitorul A.F.Th. van der Heijden.